# أشلي تاتل
أشلي تاتل (بالإنجليزية: Ashley Tuttle)‏ هي مُدرسة وراقصة باليه أمريكية، ولدت في 20 يناير 1971 في كولومبيا في الولايات المتحدة.

## وصلات خارجية
- أشلي تاتل على موقع IMDb (الإنجليزية)
- أشلي تاتل على موقع قاعدة بيانات برودواي على الإنترنت (الإنجليزية)